# Pelabravo
Pelabravo és un municipi de la província de Salamanca, a la comunitat autònoma de Castella i Lleó. Limita al Nord amb Cabrerizos, a l'Est amb Calvarrasa de Abajo, al Sud amb Calvarrasa de Arriba i a l'Oest amb Carbajosa de la Sagrada i Santa Marta de Tormes.

## Demografia
| 1991 | 1996 | 2001 | 2004 |
| ---- | ---- | ---- | ---- |
| 628  | 712  | 821  | 877  |